# Miguel Ángel García Domínguez
Miguel Ángel García Domínguez (Lebrija, 8 d'abril de 1962) és un exfutbolista andalús, que ocupava la posició de defensa.

## Trajectòria
Provinent del Jerez, a la 81/82 fitxa pel RCD Espanyol, que en principi el cedeix al CE Sabadell. Eixa mateixa temporada, però, és repescat pels barcelonins i juga 15 partits a primera divisió.
Consolidat a l'Espanyol, l'andalús esdevé un dels futbolistes claus dels catalans durant la dècada dels 80, tot jugant 131 partits i marcant 9 gols amb els blanc-i-blaus.
El 1988, després de la desfeta de la final de la Copa de la UEFA contra el Bayer Leverkusen, fitxa pel Reial Betis, amb qui jugaria quatre temporades, dues a Primera i dues a Segona Divisió.
En total, va sumar 177 partits i 10 gols a primera divisió.